# هاب‌اسپات
هاب‌اسپات (انگلیسی: HubSpot) یک شرکت توسعه‌دهندهٔ نرم‌افزار برای بازاریابی ربایشی و بازاریاب محصولات نرم‌افزاری برای بازاریابی ورودی ، فروش و خدمات به مشتریان است. این شرکت در سال ۲۰۰۶ توسط برایان هالیگان و دارمش شاه در مؤسسه فناوری ماساچوست تأسیس شد. محصولات و خدمات این شرکت با هدف ارائهٔ ابزارهایی برای مدیریت ارتباط با مشتری، بازاریابی رسانه‌های اجتماعی، مدیریت محتوا، آنالیز وب، بهینه‌سازی موتورهای جستجو، چت زنده و پشتیبانی مشتری است.

## تاریخچه

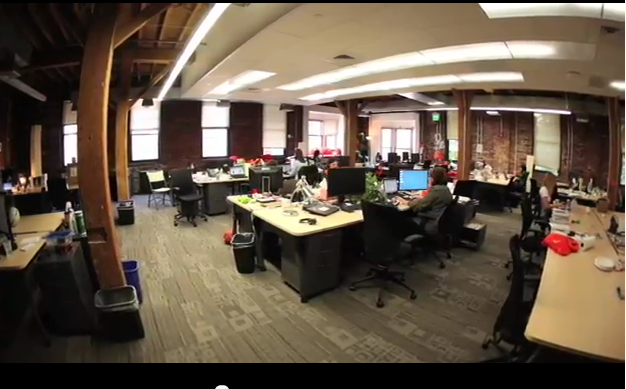
نمای داخلی از فضای اداری هاب‌اسپات

هاب‌اسپات توسط برایان هالیگان و دارمش شاه در انستیتوی فناوری ماساچوست (MIT) در سال ۲۰۰۶ تاسیس شد.
این شرکت از ۲۵۵.۰۰۰ دلار در سال ۲۰۰۷ به ۱۵.۶ میلیون دلار در سال ۲۰۱۰ رسید.  بعداً در همان سال HubSpot Oneforty ، فروشگاه برنامه توییتر را که توسط لورا فیتون تأسیس شد، به دست آورد. این شرکت همچنین نرم‌افزار جدیدی را برای شخصی‌سازی وب‌سایت‌ها به هر بازدیدکننده معرفی کرده است.  طبق گفته فوربز، هاب‌اسپات شروع به هدف قرار دادن شرکت‌های کوچک کرد. اما "به طور پیوسته حرکت نکرد تا بتواند مشاغل بزرگتر تا ۱۰۰۰ کارمند را تأمین کند." ، با درخواست آن‌ها در بورس اوراق بهادار نیویورک تحت نماد تیک HUBS درج شده‌اند. در ژوئیه سال ۲۰۱۷ ، HubSpot Kemvi را به دست آورد، که از هوش مصنوعی و یادگیری ماشین برای کمک به تیم‌های فروش استفاده می‌کند.